# Suborbitale ruimtevlucht

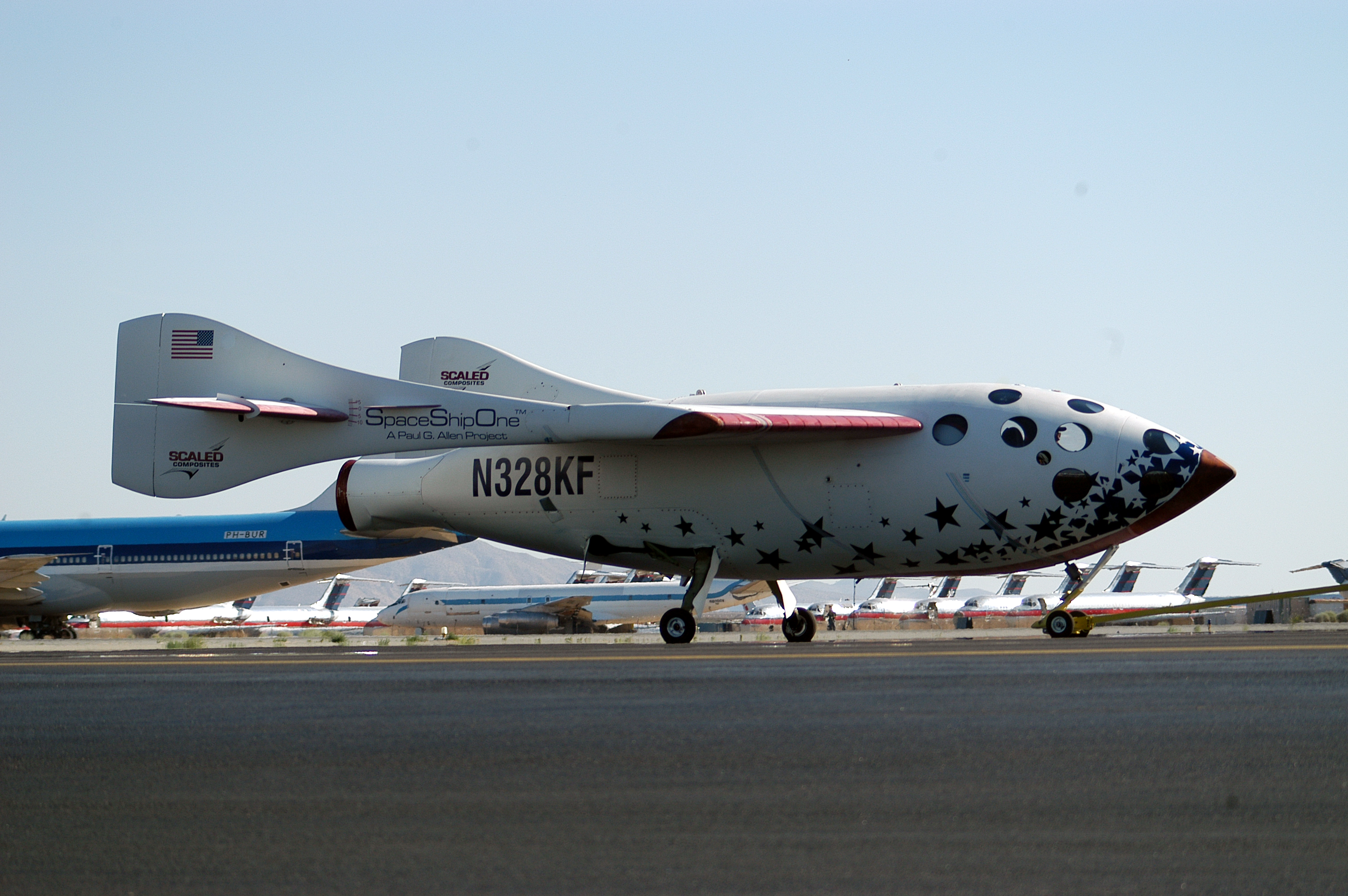
SpaceShipOne

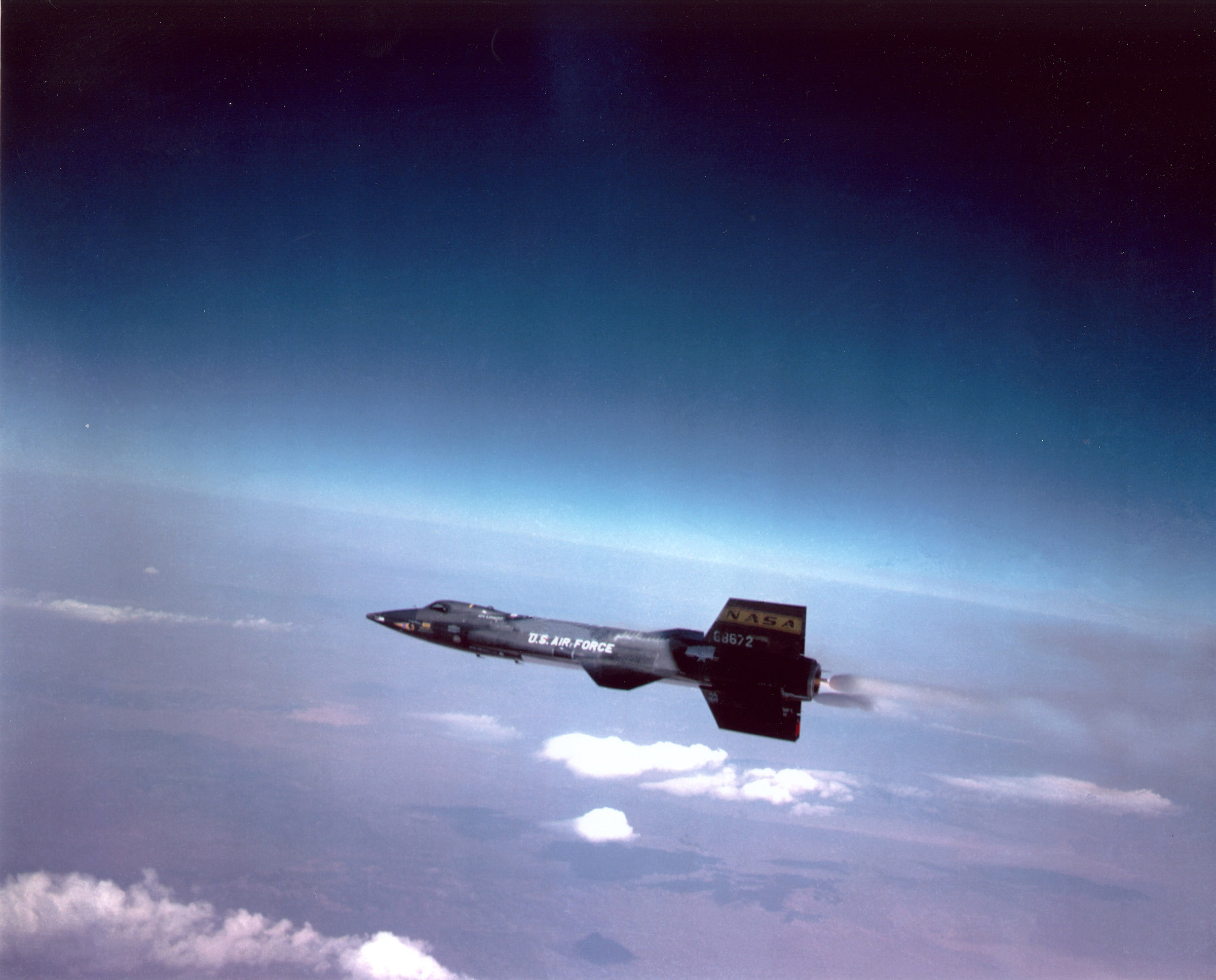
X-15

Een suborbitale ruimtevlucht is een ruimtevlucht waarbij het ruimtevaartuig wel de ruimte bereikt maar weer terugkeert naar de Aarde voordat het één omloop rond de planeet heeft uitgevoerd. Het ruimtevaartuig passeert hierbij de Kármánlijn (op 100 kilometer hoogte boven zeepeil) en valt vervolgens weer terug naar de Aarde.
Tijdens het gedeelte van een suborbitale ruimtevlucht met verwaarloosbare atmosfeer en geen aandrijving (de midcourse phase) volgt een ruimtevaartuig een ellipsbaan (met verticale lange as) die de Aarde snijdt, waardoor geen volledige omloop rond de Aarde plaatsvindt. Het verre brandpunt is in het midden van de Aarde. Bij een baan recht omhoog en vervolgens recht naar beneden betreft het een ontaarde ellipsbaan, met het verre brandpunt, in dit geval tevens het verre uiteinde, weer in het midden van de Aarde.
Sommige suborbitale ruimtevluchten zijn testvluchten, maar er zijn ook vaartuigen die speciaal ontworpen zijn voor suborbitale ruimtevluchten, zoals de X-15 en SpaceShipOne en de onbemande intercontinentale ballistische raketten.
De eerste twee bemande ruimtevluchten die NASA uitvoerde (MR-3 en MR-4) waren bij gebrek aan een draagraket met voldoende kracht suborbitaal. Pas toen de Atlas-raket veilig genoeg werd geacht voor bemande vluchten konden de Amerikanen de orbitale snelheid halen met hun Mercury-capsule.

## Commerciële toepassingen
In de toekomst kunnen commerciële suborbitale ruimtevluchten worden ingezet. Het type dat de minste raketkracht en kosten vergt en het kortste duurt is een vlucht min of meer verticaal op en neer (als ruimtetoerisme). Het type dat veel meer raketkracht en kosten vergt is de intercontinentale vlucht, vooral de bemande met eventueel ook passagiers (point-to-point-ruimtevluchten). Onderzoek heeft uitgewezen dat een intercontinentale vlucht via de ruimte maar één uur zou kosten. SpaceX is van plan dit soort vluchten met hun Starship te gaan aanbieden. Een suborbitale uitvoering van Starship kan honderd personen per vlucht meenemen (waarschijnlijk meer) en binnen 39 minuten vrijwel iedere locatie op aarde bereiken (mits daar een geschikt landingsgebied is). Voor Starshipvluchten langer dan 10.000 kilometer is de Super Heavy, met een extra boostertrap, nodig die ook voor orbitale en interplanetaire vluchten nodig is. Ook is Virgin Galactic in samenwerking met Boeing de mogelijkheid voor point-to-point-ruimtevluchten aan het onderzoeken.
De bedrijven Virgin Galactic en Blue Origin zijn in 2021 begonnen met commerciële suborbitale ruimtetoerismevluchten. De ruimteschepen SpaceShipTwo en New Shepard. Beide bedrijven hebben tijdens hun testvluchten suborbitale experimenten van NASA gelanceerd. Virgin Galactic houdt echter bij de claim de ruimte te bereiken de militaire grens van de ruimte aan (50 mijl) en SpaceShipTwo passeert de Kármánlijn niet. Op 19 juni 2020 kondigde NASA een programma voor wetenschappelijke bemande suborbitale vluchten aan. Het ligt in de lijn der verwachtingen dat de twee eerder genoemde bedrijven die vluchten aan NASA zullen leveren.
Ook zijn er de zogenaamde sondeerraketten, kleine onbemande raketten die bedoeld zijn om kleine experimenten tot grote hoogte te lanceren waarna ze langs een ballistisch traject terug op aarde vallen. Niet alle sondeerraketten passeren overigens de Kármánlijn.

## Geschiedenis
Bemande suborbitale ruimtevluchten zijn uitgevoerd door: (in chronologische volgorde)
- Mercury MR-3 (Freedom 7) 187 km op 5 mei 1961 door de Amerikaanse astronaut Alan Shepard
- Mercury MR-4 190,4 km
- X-15 (tweemaal) 105,9 km - 107,8 km
- Sojoez 18A - mislukte orbitale ruimtevlucht 192 km
- SpaceShipOne (driemaal) 100,124 km - 102,93 km - 112,014 km
- Blue Origin New Shepard (bemande vluchten gepland) 100,5 km - 101,7 km - 103,8 km

Het Airborne Science Program is een onderzoeksprogramma van de Amerikaanse overheid dat suborbitale ruimtevluchten uitvoert met ER-2-vliegtuigen, een aangepaste versie van het spionagevliegtuig Lockheed U-2. Het programma wordt geleid door het Dryden Flight Research Center van de NASA bij Edwards Air Force Base in Californië.